# شربت پالوده لالجین
شربت پالوده یا پالدا از نوشیدنی‌های لالجین در همدان است. این نوشیدنی با شماره ۲۰۳۸ در فهرست میراث فرهنگی ناملموس ثبت شده‌است.

## طرز تهیه
ابتدا نشاسته را با آب مخلوط و به حالت فرنی درمی‌آورند بعد در ظرف دیگری آب و یخ می‌ریزند و آبکش را روی آن می‌گذارند و مایع فرنی را از آبکش رد می‌کنند، مایع غلیظ به صورت رشته‌ای ظریف است که چون در آب و یخ نگهداری می‌کنند کاملاً سفت می‌شود.
در ظرف دیگری با آب و شکر، شربت درست می‌کنند و به دلخواه به آن گلاب، زعفران، آبلیمو یا شربت آلبالو اضافه می‌کنند و وقتی پالوده خودش را گرفت در ظرف مخصوص پذیرایی ریخته و شربت را روی آن می‌ریزند که البته گلاب و زعفران مربوط به شیوه پخت سنتی پالوده‌است.